# Sabatilles de mitja punta

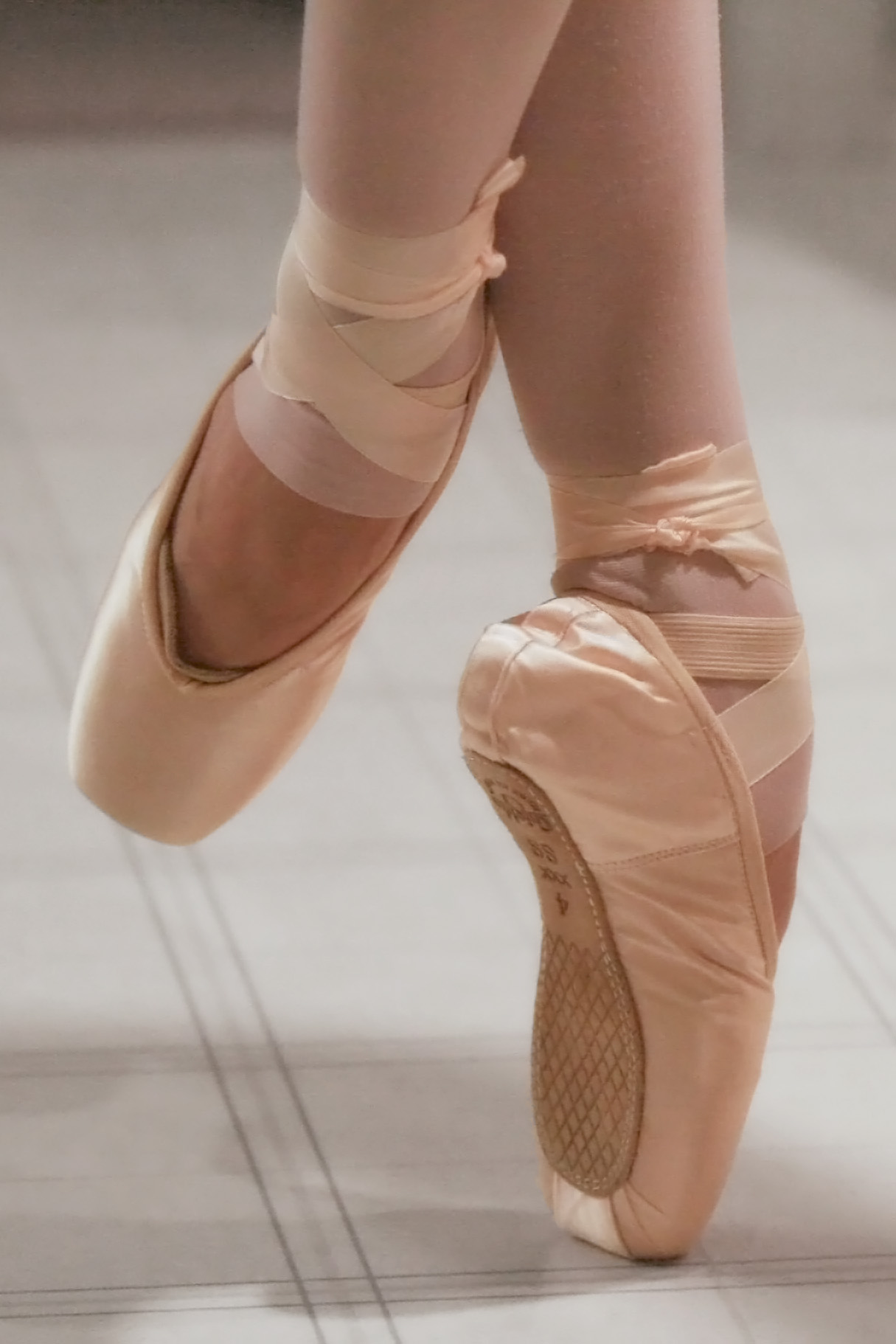
Sabates modernes de punta. La vora del dit del peu, que s’insereix entre el peu i la caixa del dit per amortir-la, es pot veure al peu dret del ballarí.

Les sabatilles de mitja punta són aquelles que fan servir per fer ballet els principiants d'aquesta modalitat, per aprendre’n i practicar ballet clàssic.
També les duen els ballarins avançats, però només durant l'escalfament.
Hi ha dos tipus de sabatilles per practicar el ballet, les principals són les de mitja punta que s'utilitzen per practicar i  mantenir la tècnica. Les altres són les de punta, que les utilitzen aquells que són avançats i ja porten dos o més anys de tècnica. Aquestes només les utilitza el sexe femení.
Cal aclarir que hi ha una gran varietat dintre de cadascun d'ells. Tant per formes, teles, cintes i de tot allò que pugui subjectar el peu de forma correcta i còmoda.

## Història

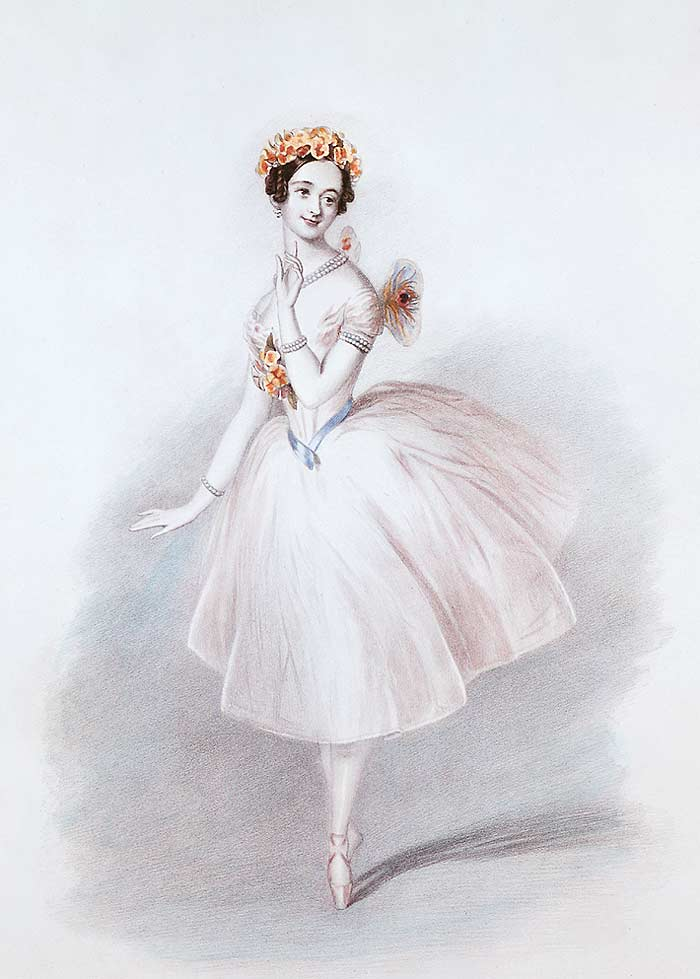
Marie Taglioni en el paper principal de La Sylphide, un ballet ballat completament en punta

Les dones van començar a ballar ballet el 1681, vint anys després que el rei Lluís XIV de França ordenés la fundació de l'Académie Royale de Danse. En aquell moment, la sabata de ballet femenina estàndard tenia talons. La ballarina Marie-Anne de Camargo, de l'Opéra Ballet de París, a mitjans del segle xviii, va ser la primera a portar una sabata sense taló, cosa que li va permetre fer salts que haurien estat difícils, si no impossibles, en les sabates més convencionals de l'època. Després de la Revolució Francesa, els talons van ser completament eliminats de les sabates de ballet estàndard. Aquests antecessors de fons pla de la moderna sabata de punta estaven fixats als peus mitjançant cintes i incorporaven plisats sota els dits dels peus per permetre les ballarines saltar, executar girs i estendre completament els peus.
Els primers ballarins que es van aixecar sobre els dits dels peus van fer-ho amb l'ajut d'un invent de Charles Didelot el 1796. La seva "màquina voladora" va aixecar els ballarins cap amunt, cosa que els va permetre posar-se de peu abans de sortir del terra. Aquesta lleugeresa i qualitat etèria van ser ben rebudes pel públic i, com a resultat, els coreògrafs van començar a buscar maneres d’incorporar més treball de punta a les seves peces.
A mesura que la dansa avançava cap al segle xix, l’èmfasi en les habilitats tècniques augmentava, així com el desig de ballar en punta sense l’ajut de cables. Quan Marie Taglioni va ballar per primera vegada La Sylphide en punta, les seves sabates no eren més que sabatilles de setí modificades; les soles eren de cuir i els laterals i els dits eren atrevits per ajudar les sabates a mantenir les seves formes. Com que les sabates d’aquest període no ofereixen cap suport, els ballarins coixinaven els dits dels peus per obtenir comoditat i es recolzaven en la força dels peus i els turmells.
La següent forma substancialment diferent de sabata de punta va aparèixer a Itàlia a finals del segle xix. Ballarines com Pierina Legnani portaven sabates amb una plataforma plana i resistent a l'extrem davanter de la sabata, en lloc de la punta més nítida dels models anteriors. Aquestes sabates també incloïen una caixa —feta de capes de tela— per contenir els dits dels peus i una sola més rígida i forta. Es van construir sense claus i les soles només es van endurir als dits dels peus, fent-les gairebé silencioses. Cap a la dècada de 1880, el sabater Salvatore Capezio també va millorar la construcció de sabates de punta després d’una sèrie de treballs per reparar sabates de punta.
El naixement de la moderna sabata punta s’atribueix sovint a la ballarina russa de principis del segle XX Anna Pavlova, que va ser una de les ballarines més famoses i influents del seu temps. Pavlova tenia unes empenyes especialment alçades, que la deixaven vulnerable a lesions quan ballava en punta. També tenia els peus esvelts i afilats, cosa que va provocar una pressió excessiva als dits grossos. Per compensar això, va inserir soles de cuir endurit a les sabates per obtenir un suport addicional i va aplanar i endurir la zona dels dits del peu per formar una caixa.
Històricament, els homes no han actuat amb sabates de punta, excepte per l'efecte còmic. Alguns exemples d'això són Les Ballets Trockadero de Monte Carlo i personatges com Bottom in A Midsummer Night's Dream i les malvades germanastres de Cinderella. Més recentment, l'ús de sabates de punta ha augmentat entre els homes i altres identitats de gènere.

## Tipus de sabatilles
- Ballarins i ballarines principiants: mitges puntes de pell amb sola sencera. Són les sabatilles recomanades per als ballarins principiants de qualsevol edat. La sola sencera de pell és perfecta per reforçar l'arc del peu i treballar l'empenya. La sola sencera permet més equilibri. La pell garanteix una bona subjecció del turmell i evita que la sabatilla es deformi.
- Ballarins i ballarines de nivell intermedi: mitges puntes de tela i doble sola. Especials per a ballarins experimentats en dansa clàssica, que ja tenen força en el turmell. Les sabatilles de tela i doble sola permeten una extensió màxima de l'empenya. La tela i la doble sola són molt fàcils de cuidar.
- Ballarins i ballarines de nivell avançat: mitges puntes de pell amb doble sola. Són recomanades per a ballarins experimentats en dansa clàssica, que ja tenen força en el turmell. Les sabatilles de mitja punta de pell i doble sola combinen una pell de gran qualitat amb un inserit triangle de "neoprè" que proporciona subjecció i gran flexibilitat en els moviments.

## Material amb què estan fetes
Les sabatilles de mitja punta estan fetes de tela o de pell. La sola pot ser sencera o partida en dues parts. Si és sencera fa treballar més el peu. Acostumen a ser de color pell o rosa, però després es poden tenyir de qualsevol color. Les de pell també és usual que siguin de color negre. Tenen una cinta elàstica per ajustar-se millor al peu.

## Qui les utilitza i quan es fan servir
Les sabatilles de dansa de mitja punta, les utilitzen tan ballarins com ballarines. Les fan servir durant l'escalfament a la barra i al centre de l'estudi de dansa.
Això sí, les de punta només les utilitzen les noies. Aquestes es fan servir per la preparació d'alguna actuació i en el moment de l'espectacle.

## Com tenir-ne cura
En el cas de les mitges puntes de pell, es poden netejar amb un respall de dents vell lleugerament humit, i fent moviments circulars a poc a poc, sense molta fricció.
Hi ha persones que utilitzen pasta de dents per fer la nateja.
Després es deixen assecar a l'aire lliure.
En el cas de les mitges puntes de lona, es poden posar a la rentadora, amb un programa curt i amb aigua freda.